# Villers-sur-Saulnot
Villers-sur-Saulnot är en kommun i departementet Haute-Saône i regionen Bourgogne-Franche-Comté i östra Frankrike. Kommunen ligger i kantonen Héricourt-Ouest som tillhör arrondissementet Lure. År 2022 hade Villers-sur-Saulnot 129 invånare.

## Befolkningsutveckling
Antalet invånare i kommunen Villers-sur-Saulnot
| Referens: INSEE |